# Diakonie Českobratrské církve evangelické
Diakonie Českobratrské církve evangelické (zkráceně Diakonie ČCE) je jednou z největších nestátních organizací, které se zabývají sociálními službami a občanskou pomocí a největší nestátní poskytovatel speciálního školství. Organizace poskytuje pomoc všem bez ohledu na vyznání, etnicitu a zemi původu. Jejím zakladatelem i zřizovatelem je Českobratrská církev evangelická.
Poskytuje a zajišťuje sociální, zdravotní, vzdělávací a pastorační pomoc či péči lidem, kteří se vlivem svého hendikepu, věku, nemoci nebo osamocení dostali do obtížné životní situace. Zejména jde o pomoc seniorům, lidem s hendikepem, rodinám s dětmi, lidem v obtížné životní situaci a umírajícím.
Diakonie ČCE realizuje a podílí se také na mnohých projektech. Organizuje také vzdělávání pro laiky i pro profesionály. Dále poskytuje humanitární pomoc (v České republice zejména při živelných katastrofách) a zabývá se rovněž rozvojovou spoluprací v zahraničí.
Je součástí mezinárodní platformy Eurodiakonie a spolupracuje s mnoha zahraničními partnery.

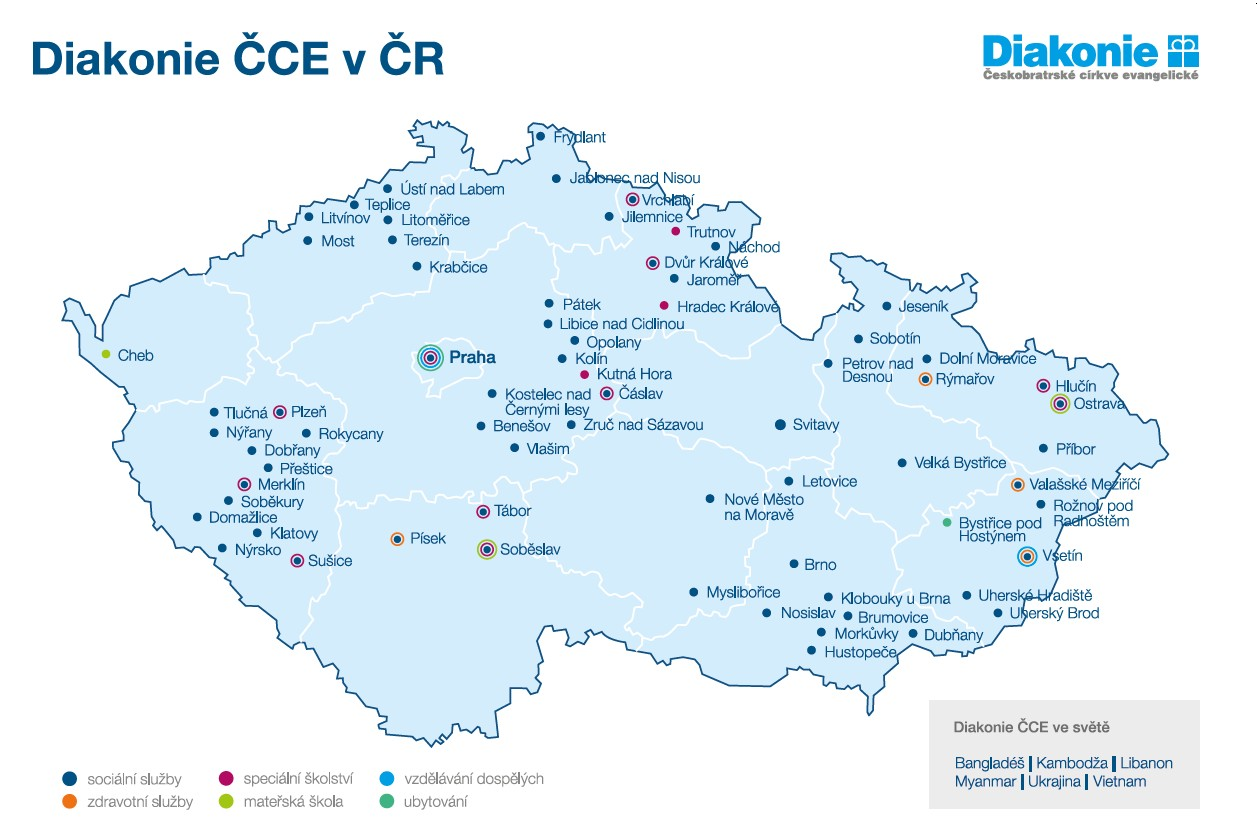
Pobočky Diakonie ČCE

## Historie
Diakonie Českobratrské církve evangelické byla založena 1. června 1989, kdy navazovala na činnost České Diakonie, která vznikla roku 1903 a působila až do roku 1959, kdy byla totalitní státní mocí zrušena.
V průběhu 90. let došlo k rozvoji organizace, kdy se otevřelo krizové centrum v Praze, stacionáře pro děti s mentálním postižením a založena též byla i střediska poskytující domácí péči o seniory a o zdravotně postižené. Došlo též k převzetí tří do té doby státních domovů důchodců, a to v Krabčicích (v roce 1991), v Myslibořicích a v Sobotíně (obou v roce 1992). Posléze se služby Diakonie rozšířily o střediska působící na poli sociální prevence jako jsou nízkoprahové kluby určené dětem a mládeži, dále domy na půli cesty a azylové domy. Roku 2003 došlo k rozšíření o hospic.
Diakonie od r. 2006 začala postupně provozovat na 18 místech v ČR sedm speciálních škol určených především dětem s mentálním a kombinovaným postižením a jednu mateřskou školu. V roce 2015 byla otevřena rovněž mateřská škola v Chebu. V roce 2023 byla rekonstruována budova speciální základní a mateřské školy V Zápolí v pražské Michli. Díky rekonstrukci se kapacita školy téměř zdvojnásobila na 80 žáků. V roce 2024 otevřela v Novém Městě na Moravě Domov Pomněnka pro lidi s demencí a Alzheimerovou nemocí a v Brně díky nově zrekonstruovanému domu rozšířila chráněné bydlení Ovečka pro lidi s duševním onemocněním.
Humanitární pomoci se Diakonie ČCE věnuje od roku 1997. Její poskytování v České republice i v zahraničí zajišťuje od roku 2011 samostatné Středisko humanitární a rozvojové pomoci. V srpnu 2010 vyhlásila Diakonie sbírku na pomoc obětem záplav v Libereckém a Ústeckém kraji. Do povodňové pomoci se Diakonie ČCE zapojila také v červnu 2013 vyhlášením veřejné sbírky a pomocí s odklízením následků v terénu. V roce 2021 se zapojila do rozsáhlé pomoci a obnovy vesnic zasažených na jihu Moravy tornádem. Od února 2022 pomáhá potřebným lidem na Ukrajině, která je ve válce s Ruskem. V roce 2023 poskytla díky Postní sbírce finanční prostředky obětem zemětřesení v Sýrii. V roce 2024 Diakonie vyhlásila veřejnou sbírku a pomáhala obětem povodní.

## Hodnoty Diakonie ČCE
Posláním Diakonie ČCE je pomáhat potřebným. Toto poslání chápe jako praktické vyjádření křesťanské víry. Při jeho naplňování se opírá o čtyři základní hodnoty: milosrdenství, fortelnost, společenství a naději.
Milosrdenství
Diakonie ČCE věří v sílu Boží lásky a lidského milosrdenství. Žít z milosrdenství znamená: sloužit, dopomáhat a organizovat službu vždy s ohledem na člověka, jednat s klientem s respektem, poskytovat emoční podporu.
Fortelnost
Diakonie ČCE dbá na kvalitu a odbornost své práce, na fortelnost. Pracovat fortelně znamená: posilovat odpovědnost za poskytování služeb, udržovat profesionální hranice, zvládat zátěžové situace, zvládat komunikaci, dodržovat mlčenlivost.
Společenství
Diakonie ČCE vytváří společenství, které se svou prací podílí na tom, aby měl život smysl. Žít ve společenství znamená: v pracovním týmu pravdivě sdílet informace, znalosti a zkušenosti, dělit se o příklady dobré praxe, přijímat i poskytovat zpětnou vazbu a hodnocení, řešit konflikty a neshody, vnímat odpovědnost za sebe i za celek Diakonie ČCE.
Naděje
V těžkých chvílích, osobních i celkové organizace, Diakonii ČCE posiluje naděje. Žít z naděje znamená: rozumět významu osobního rozvoje a hledat k němu příležitosti, projevovat trpělivost a schopnost zdravého odstupu, být ochotný pracovat na strategii a rozvoji organizace, projevovat osobní angažovanost.
Diakonie ČCE pomáhá měnit svět k lepšímu.

## Symbol Diakonie

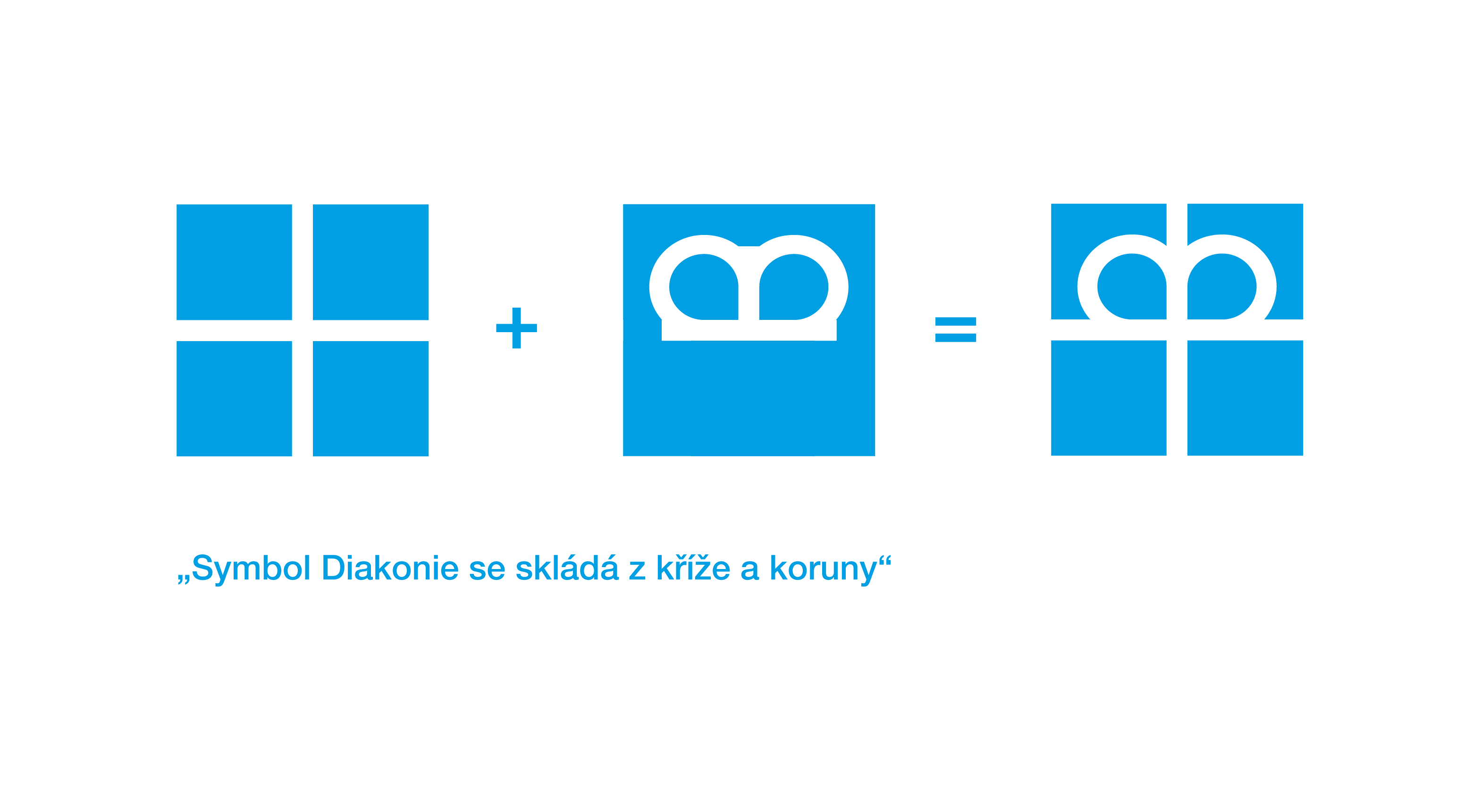
Symbol Diakonie: koruna a kříž

Symbol v sobě skrývá dva prvky: kříž a korunu. To vychází z křesťanských základů Diakonie. Kříž znázorňuje bolest, nouzi a smrt. Vítězná koruna pak s velikonoční nadějí poukazuje na fakt, že smrt byla poražena. Spojení obou prvků pak symbolicky znázorňuje, že smrt a utrpení na světě nemají poslední slovo, a tak i lidská nouze může být ve světě přemáhána i skrze diakonickou pomoc potřebným.
Znak pochází z Německa, kdy v roce 1925 s tímto návrhem v konkurenci dalších dvou stovek grafických předloh zvítězil berlínský expert na užitou grafiku profesor Vysoké umělecké školy Richard Boeland. V roce 1930 jej převzal Mezinárodní svaz pro Vnitřní misii a Diakonii a Vnitřní misie se stala první církevní institucí se společným znakem. Současná podoba ve spojení s nápisem Diakonie v modré barvě byla stanovena v roce 1998 při příležitosti 150. výročí založení Diakonie. Celosvětově používaný symbol může být povzbuzením pro všechny, kdo se na této mnohdy nesnadné činnosti podílejí.

## Řízení Diakonie ČCE
Diakonie ČCE vykonává své poslání a realizuje svou činnost zejména prostřednictvím svých organizačních jednotek, především středisek Diakonie ČCE, školských právnických osob, případně dalších organizačních jednotek, které dohromady tvoří rodinu Diakonie ČCE. Diakonie ČCE a jí zřízené organizační jednotky tvoří jeden celek a vystupují jedním jménem.
Diakonie je řízena „participačním způsobem řízení“. Všechny organizační jednotky směřují svou činností k naplňování poslání Diakonie. Práce a činnost Diakonie ČCE se řídí jednotnými hodnotami, vychází ze společně uznávaných principů a jsou v ní uplatňovány společné organizační, pracovní i řídící postupy. Činnost organizačních jednotek je vzájemně provázána, koordinována a strategicky řízena.

## Struktura Diakonie ČCE
Diakonie ČCE je základní – mateřskou organizací, která především zajišťuje, aby bylo naplňováno poslání celé Diakonie. K naplňování tohoto poslání zřizuje další organizační jednotky
- střediska
- školské právnické osoby
- nadace a nadační fondy
- servisní organizační jednotky
- další zřizované organizační jednotky
- organizační jednotky zřizované Středisky
- přidružené organizace

Činnost všech organizačních jednotek Diakonie ČCE je vzájemně provázána, koordinována a strategicky řízena. Práce a činnost Diakonie se řídí jednotnými hodnotami, vychází ze společně uznávaných principů a jsou v nich uplatňovány společné organizační, pracovní i řídící postupy.

## Střediska a speciální školy Diakonie ČCE
Diakonie ČCE má 24 středisek, 7 speciálních škol se nachází na 18 místech v ČR a jedna mateřská škola je v Chebu. Pracuje zde přes 2 100 zaměstnanců a 800 dobrovolníků. Nabízí 200 registrovaných sociálních služeb, 17 zdravotnických služeb a provozuje řadu sociálních podniků.
Střediska:
- Brno
- Dvůr Králové nad Labem
- Jablonec nad Nisou
- Klobouky u Brna
- Krabčice
- Litoměřice
- Most
- Myslibořice (sídlí zde na zámku)
- Náchod
- Ostrava
- Písek
- Praha
- Středisko celostátních programů a služeb (Praha)
- Středisko humanitární a rozvojové spolupráce (Praha)
- Soběslav Rolnička
- Rýmařov
- Sobotín
- Střední Čechy
- Svitavy
- Uherské Hradiště
- Valašské Meziříčí
- Vrchlabí
- Vsetín
- Západní Čechy

Školy a školky:
- Čáslav
- Cheb
- Merklín
- Ostrava
- Praha
- Soběslav
- Vrchlabí

### Další zařízení a jednotky
- Diakonická akademie, s.r.o.
- Rekreační zařízení Sola gratia
- Diakonická servisní agentura, s.r.o.

## Poskytované služby Diakonie ČCE
Azylový dům
Poskytuje střechu nad hlavou rodinám, které přišly o bydlení. Součástí služby je podpora dětí v přípravě do školy a podpora dospělých v tom, aby se postavili na vlastní nohy a rodina opět mohla bydlet ve svém.
Denní stacionář
Je tu pro lidi, kteří doma pečují o svého blízkého, ale zároveň například pracují, takže nemohou pečovat celodenně. Pracovníci stacionáře zajistí vše potřebné od hygieny, stravování, až po výchovný, vzdělávací nebo volnočasový program. Stacionáře takto slouží seniorům, těžce nemocným lidem, nebo lidem s mentálním či zdravotním znevýhodněním.
Dětská skupina
Zajišťuje hlídání dětí rodičům, kteří pracují, nebo si práci hledají, případně se vzdělávají. Dětské skupiny přijímají i děti mladší tří let.
Dobrovolnická centra a programy
Dobrovolníci pomáhají s doučováním, doprovázejí lidi na vozíčku nebo nevidomé, podílejí se na veřejných akcích Diakonie ČCE.
Domácí ošetřovatelská péče
Nejlépe se člověk uzdravuje ve svém domácím prostředí. Pokud stále potřebuje odbornou zdravotnickou pomoc, nabízí mu ji domácí ošetřovatelská péče. Kvalifikovaná zdravotní sestra provede úkony jako jsou převazy, rehabilitace, infuze.
Domov pro osoby se zdravotním postižením
Ani v dospělosti se lidé s vážnějším tělesným nebo mentálním znevýhodněním neobejdou bez trvalé pomoci druhých. Aby mohli žít co nejběžnější život, jsou tu od toho domovy pro osoby se zdravotním postižením. V prostředí co nejbližším běžným domácnostem může každý klient bydlet a rozvíjet svoje zájmy za pomoci zkušených pracovníků Diakonie.
Domov pro seniory
Pokud senior potřebuje z důvodu snížené soběstačnosti trvalou pomoc druhé osoby, kterou není schopna rodina z různých důvodů zajistit, je k dispozici možnost ubytování v  domově pro seniory.
Domov se zvláštním režimem
Zajišťují klidný a důstojný život i lidem s těžkým onemocněním jako jsou Alzheimerova choroba a ostatní typy demence.
Dům na půl cesty
Pokud děti a mladí lidé vyrůstají mimo stabilní rodinné prostředí, mívají po dosažení plnoletosti potíže se samostatností. Domovy na půl cesty jim nabízejí dočasné zázemí. Získají tu podporu a potřebný tréning dovedností pro samostatný život.
Hospicová a paliativní péče
Pokud onemocnění přejde do závěrečné čili terminální fáze, chtějí nemocní strávit závěrečný čas svého života v klidném prostředí, bez zbytečných bolestí, ve smíru se světem, obklopeni rodinou a přáteli. Od toho jsou tu hospice a paliativní péče. Umírajícímu zajistí co nejvyšší kvalitu života až do konce, podpoří truchlící a pozůstalé.
Charitativní obchod
Charitativní obchody dávají práci lidem s postižením, zároveň posílají do oběhu věci a oblečení z druhé ruky.
Chráněná pracoviště
Lidé se zdravotním či mentálním znevýhodněním by často rádi pracovali, ale na běžném pracovním trhu nemohou konkurovat. Řešení přinášejí chráněná pracoviště. Ta diakonická nabízí uplatnění například v gastronomii, keramických či nábytkářských dílnách, nebo v úklidových službách. Lidé se zdravotním znevýhodněním tak získávají nejen výdělek, ale též pocit důstojnosti a užitečnosti.
Chráněné bydlení
Je určeno pro lidi se zdravotním či mentálním znevýhodněním. Tito lidé žijí v bytech – individuálně nebo ve skupině. K dispozici je jim trvalá asistence, která pomáhá s každodenním chodem domácnosti.
Krizová pomoc
Pokud člověk cítí, že si sáhl na dno a už prostě nemůže dál, potřebuje pomoc, podporu, porozumění, bezpečí. Od toho jsou tu centra krizové pomoci. Nabízejí naslouchání a odbornou radu, jak krizi začít zpracovávat.
Kurzy pro odborníky
Speciální kurzy pro profesionály v sociální oblasti.
Kurzy pro veřejnost
Preventisté Diakonie ČCE realizují preventivní a vzdělávací aktivity ve školách i mimo ně, čímž podporují příznivý vývoj dětí i společnosti a předcházejí vzniku rizikového chování u dětí a mládeže.
Mateřská škola
Mateřská školka Diakonie ČCE se může pochlubit důstojným a moderním zázemím pro 48 dětí. Je rozdělena prostorově do dvou samostatných oddělení, z nichž každé se nachází v jednom patře budovy. Budova je plně bezbariérová a umožňuje individuální integraci dětí s postižením.
Mateřská škola speciální
Do speciálních mateřských škol jsou přijímány děti s mentálním či zdravotním znevýhodněním, které potřebují zvláštní podporu.
Nízkoprahové zařízení pro děti a mládež
Děti a mladí lidé, kteří nemají doma dobré zázemí, tráví většinu času na ulici. Alternativou pro ně jsou nízkoprahové kluby. V bezpečném prostředí tu najdou potřebnou oporu a zázemí. Mohou si tu hrát, cvičit, svěřovat se svými problémy. Zkušení pracovníci jim rádi pomohou i s přípravou do školy.
Odborné sociální poradenství
Občanské poradny, které poradí lidem ve složitých životních situacích například s tím, jak splácet dluhy, jak překonat sociální vyloučení, nebo jak se domoci spravedlnosti.
Odlehčovací služba
Určeno pro lidi, kteří pečují o někoho blízkého. Aby si mohli odpočinout, vyrazit na dovolenou, nebo si vyřídit nutné záležitosti, jsou zde k dispozici pracovníci odlehčovací služby. Ti na dohodnutou dobu převezmou veškeré povinnosti spojené s pečováním.
Osobní asistence
Služba osobní asistence umožňuje seniorům a lidem se zdravotním znevýhodněním, aby mohli žít běžným způsobem života ve svém přirozeném prostředí. Osobní asistent jim pomáhá dle dohody i několik hodin denně – doma i při pobytu mimo domov. Díky němu mohou jet na výlet, setkávat se s přáteli, nebo chodit do práce.
Pečovatelská služba
Pomáhá seniorům a lidem se zdravotním postižením, aby mohli žít ve svém domácím prostředí. Pečovatel pomáhá například při oblékání, osobní hygieně, při pohybu, zajištění jídla, při úklidu apod.
Podpora pěstounských rodin
Vytvořit dětem náhradní rodinu – to je náročný úkol pěstounství. Aby v tom pěstouni nebyli sami, pomáhají jim profesionálové budovat bezpečné a harmonické prostředí pro zdravý vývoj dětí.
Podpora samostatného bydlení
Dospělí lidé s duševním onemocněním, mentálním a zdravotním znevýhodněním, mohou zažít pocit vlastního domova a bydlet podle svých představ. Potřebují však podpořit. Jejich potřeby a otázky s nimi pravidelně konzultují pracovníci podpory samostatného bydlení. Pomáhají také při jednání na úřadech, při nakupování, při návštěvách u lékaře.
Pomoc cizincům a žadatelům o azyl
Obrátit se na nás mohou cizinci vykořisťovaní na trhu práce, nebo ti, kteří potřebují pomoci s integrací. Nabízíme například i takové služby jako je možnost bezplatného umístění dítěte se specifickými potřebami na pár hodin do zařízení, kde se rozvíjí. Rodiče si mohou mezitím oběhnout potřebné úřady, jít na kurz češtiny, nebo si hledat práci.  
Poradna pro pečující
Když je člověk náhle a nečekaně vystaven nutnosti pečovat doma o někoho blízkého, často si neví rady. Pochopitelně, pečování je řemeslo, které je třeba si osvojit. Poradny pro pečující s tím komplexně pomohou: jak si požádat o příspěvek na péči, jak upravit byt, kde získat různé pomůcky. Samozřejmostí je i psychická podpora.
Praktická škola
Praktické školy by se daly přirovnat ke střednímu vzdělání pro lidi s mentálním znevýhodněním. Během školní docházky si prohloubí vědomosti, manuální dovednosti a pracovní postupy potřebné v každodenním životě. Po úspěšném složení závěrečné zkoušky mohou absolventi najít uplatnění v sociálně terapeutických dílnách, případně na chráněných pracovních místech.
Předškolní klub
Děti, které doma nemají spolehlivé zázemí, se těžko orientují, když nastoupí do školky nebo základní školy a narážejí na daleko víc překážek. Překonávat jim je pomáhají předškolní kluby. Jejich pracovníci pomáhají s doučováním, psaním úkolům, posilováním sociálních návyků dětí i jejich rodičů.
Půjčovna kompenzačních pomůcek
Náročnou domácí péči výrazně usnadní takzvané kompenzační pomůcky. Ulehčí zejména starost o lidi se sníženou schopností pohybu. Aby jejich nákup nezatížil rodinný rozpočet, jsou tu půjčovny. Pomůcky lze zapůjčit přesně na dobu, kdy jsou doma potřeba.
Raná péče
Když se rodičům narodí miminko s postižením, může to pro ně být zvláště v prvních měsících a letech obrovská zátěž. Aby jim nepřerostla přes hlavu, jsou jim k ruce pracovníci služby nazvané raná péče. Pomáhají rodině nalézt vnitřní zdroje, které umožňují vychovávat dítě v přirozeném prostředí a při tom v co největší míře zachovat dosavadní způsob života.
Služba následné péče
Následná péče pomáhá dospělým lidem s chronickým duševním onemocněním zapojit se do společnosti. Přispívá k zotavení z duševní nemoci. Jde zejména o podporu v oblasti vztahů, v samostatnosti a ve schopnosti řešit zátěžové situace.
Sociálně aktivizační služba pro rodiny s dětmi
Nezaměstnanost, dluhy, špatné bytové podmínky představují to největší ohrožení pro rodinu a její celistvost. Nejhůře to dopadá na děti. Pracovníci sociálně aktivizační služby se proto snaží posílit rodiče tak, aby rodina zůstala i v nelehkých podmínkách pro dítě zázemím.
Sociálně aktivizační služba pro seniory a osoby se zdravotním postižením
Senioři a osoby se zdravotním postižením by měli žít aktivním způsobem života ve svém ve svém přirozeném prostředí. Služba jim pomáhá překonávat náročné situace a udržovat sociální kontakty. Obrovskou pomůckou jsou nám v tomto snažení moderní technologie, které se dají upravit na míru specifickým potřebám konkrétního člověka, kdy například počítač se dá ovládat pouhým pohybem očí.
Sociálně terapeutická dílna
Je bezpečným a podpůrným místem, kde lidé s postižením mohou rozvíjet své pracovní dovednosti a zlepšují svoje uplatnění na trhu práce. Klienti se naučí spolupracovat s kolegy a pracovat dřevem, textilem či keramikou, třídit odpady a balit a expedovat výrobky.
Sociální rehabilitace
Pro zvládání pokročilých úkonů nemusí být limitem ani mentální znevýhodnění. Lidé zvládnou samostatně bydlet, nakupovat, obstarávat platby za energie, jednat na úřadech. Jen k tomu potřebují delší a soustředěnější nácvik. Ten zajistí sociální rehabilitace.
Sociální služby poskytované ve zdravotnických zařízeních ústavní péče
Člověk se vyléčí natolik, že ho propustí z nemocnice, není ale zdráv natolik, aby se obešel bez pravidelné péče druhé osoby. Pokud nikoho takového doma nemá, je pro tyto případy k dispozici sociálně-zdravotní služba.
Týdenní stacionář
Péče o blízké s mentálním či kombinovaným znevýhodněním je v týdenním stacionáři zajištěna o od pondělí do pátku. .
Speciální škola
Povinné základní vzdělání zajišťují pro žáky s intelektuálním znevýhodněním speciální školy. Ty z Diakonie staví na individuálním přístupu, rodinném prostředí a zakládají si na tom, že neodmítají žáky ani s nejtěžšími typy hendikepů.
Zařízení pro děti vyžadující okamžitou pomoc
V ohrožených rodinách se stává, že dítě se náhle a nepředvídatelně ocitne bez rodičů. Nemá se ho kdo ujmout. Zařízení pro děti vyžadující okamžitou pomoc se o dítě postará a pomůže mu překlenout krizové období.

## Projekty a sbírky Diakonie ČCE
Opora Diakonie
Program Opora Diakonie navazuje na úspěšný projekt Pečuj doma a přináší přehlednou databázi sociálních služeb, průvodce péče a informační servis na jedné online platformě. Součástí služeb programu Opora Diakonie je také telefonní poradna zdarma a služby koordinátorů péče v pěti regionálních střediscích Diakonie
Krabice od bot
Největší česká sbírka vánočních dárků, která má za cíl potěšit děti z chudších rodin. Radost těmto dětem dělají zase děti, jimž dospělí pomohou připravit jejich dárkovou krabici od bot.
Krabici od bot před lety inicioval evangelický farář Mikuláš Vymětal, a to v reakci na pochody nenávisti ve Šluknovském výběžku. Chtěl, aby děti v tehdejším centru nepokojů dostaly k Vánocům nějaký dárek. Z původních pár desítek dárků se stal projekt, který každoročně obdarovává desetitisíce dětí.
Školákům od srdce
Sbírka Školákům od srdce pomáhá dětem, pro jejichž rodiny jsou výdaje spojené se začátkem školního roku a výbavou do školy příliš vysoké. Je určená pro všechny potřebné děti bez ohledu na národnost.

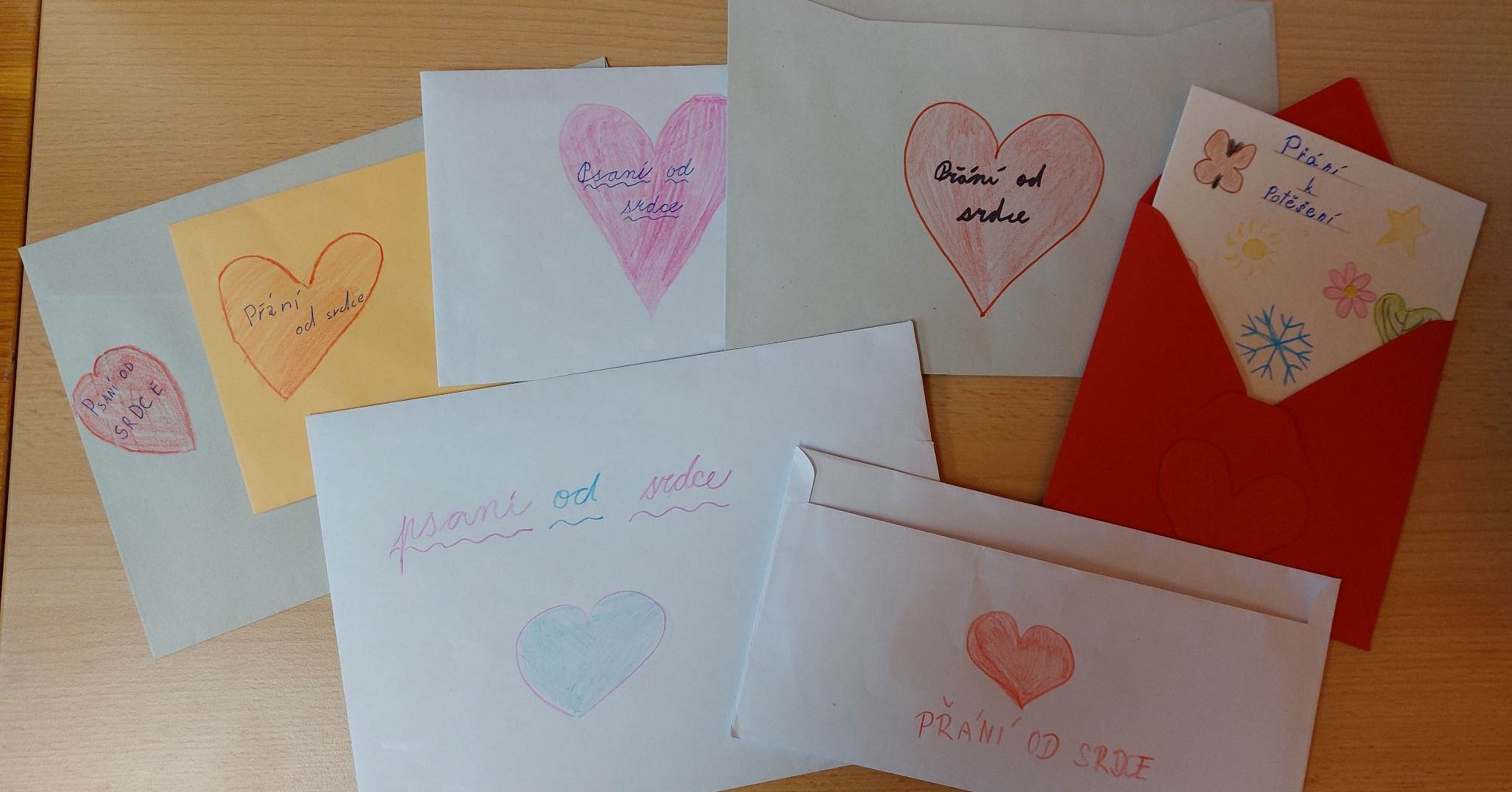
Psaní od srdce
Smyslem projektu Psaní od srdce je přinášet radost seniorům a přispívat k odstraňování bariér mezi lidmi i generacemi. Cílem je upozornit na to, že senioři často trpí samotou a ubývajícími sociálními kontakty, a přitom mají mnoho zkušeností a zážitků, často i aktivní zájem o své okolí. Psaní od srdce nabízí také příležitost navázat nové vztahy a zase jednou, u někoho možná poprvé v životě, poslat rukou psaný dopis.
Za lepší prázdniny
Tato sbírka pomáhá dětem ze sociálně znevýhodněných podmínek prožít prázdniny tak, jak je znají jejich vrstevníci. Podporuje letní, ale i následné podzimní a zimní prázdninové zážitky pro stovky dětí po celé ČR.
Domov Pomněnka v Novém Městě na Moravě
V Novém Městě neexistuje žádný domov, který by mohl poskytnout specializovanou péči pro lidi s Alzheimerovou chorobou nebo jinými typy demence. V srpnu 2024 Diakonie ČCE otevřela Pomněnku. Svůj domov zde našlo až 30 lidí s touto nemocí. V Domově je 14 jednolůžkových a 8 dvojlůžkových pokojů. Starat se o seniory s demencí není jednoduché, neboť potřebují péči 24 hodin denně v prostředí, které je pro ně bezpečné a příjemné. Zajistit ji v rámci terénní pečovatelské služby nebo v domě s pečovatelskou službou je takřka nemožné. Zároveň už je jasné, že počet lidí s tímto onemocněním se kvůli stárnutí populace pravděpodobně každých dvacet let zdvojnásobí.
Rekonstrukce speciální školy pro děti s postižením v pražské ulici V Zápolí
V září 2023 Diakonie ČCE  dokončila první část rozsáhlé rekonstrukce školy speciální školy.  Díky rekonstrukci vznikly nové třídy určené pro děti s autismem a celková kapacita školy se navýšila z původních 48 na 80 žáků. Místa pro děti s těžším postižením často v běžných školách chybí. Rodiče proto musí zůstávat s dětmi doma nebo složitě dojíždět do vzdálených zařízení. Škola tak poskytuje nejen individuální podporu dětem, ale zároveň významně pomáhá celé rodině. Děti se zde učí například samostatně jíst, domlouvat se pomocí obrázků nebo ukazováním písmen. Rodiče mezitím získávají prostor pro odpočinek, péči o ostatní sourozence nebo návrat do zaměstnání. V září 2025 se otevře dostavba objektu B, která navazuje na předchozí rekonstrukci a dostavba budovy B umožní navýšení kapacity školy o 3 nové třídy, tj. o 18 až 24 míst pro žáky se středně těžkým až těžkým mentálním postižením, autismem, více vadami na území Hlavního města Prahy a pro 6 až 8 dětí na internátu.
Domov pro seniory ve Vendolí u Svitav
Na Svitavsku je velmi málo zařízení poskytujících pobytovou službu seniorům, kteří již nejsou soběstační a jejich rodinní příslušníci s nimi nemohou zůstat doma. Ve stávajících jsou nedostatečné kapacity a nevyhovující prostředí. Proto chce Diakonie ČCE postavit nový moderní domov až pro dvacet seniorů. Jeho otevření je plánováno na rok 2025.
Komunitní domy pro lidi s demencí v Krabčicích
V lednu 2025 zahájila Diakonie ČCE výstavbu komunitních domů v Krabčicích, které nabídnou domov 23 seniorům, převážně s Alzheimerovou nemocí či jinými typy demence. Projekt s oficiálním názvem Za Humny má v rámci Diakonie přezdívku „hnízda“, a to díky svému specifickému pojetí – tři jednopodlažní domy s unikátním řešením propojení soukromí a komunitního života. Každý pokoj je navržen jako samostatný „domek“, který je propojen s ostatními společným atriem. Stavba klade důraz na zachování soukromí obyvatel i dostatek prostoru pro setkávání s rodinami a blízkými. Umístění v klidném a přírodním prostředí stávající zahrady podtrhuje záměr vytvořit harmonické, přívětivé prostředí podporující důstojný a klidný život v pokročilém věku. První klienti by se mohli nastěhovat na začátku roku 2026.

## Galerie

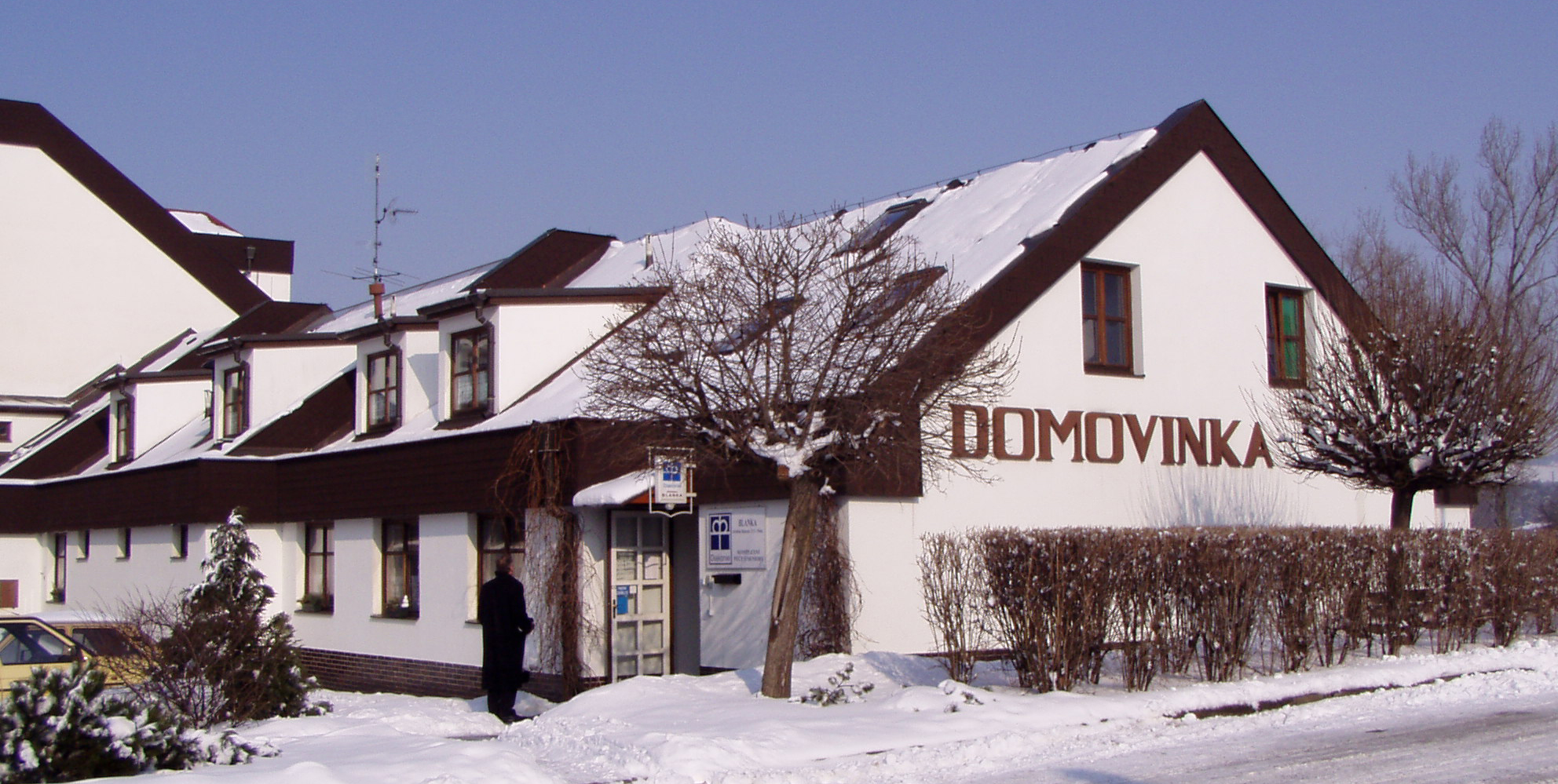
Diakonie Písek
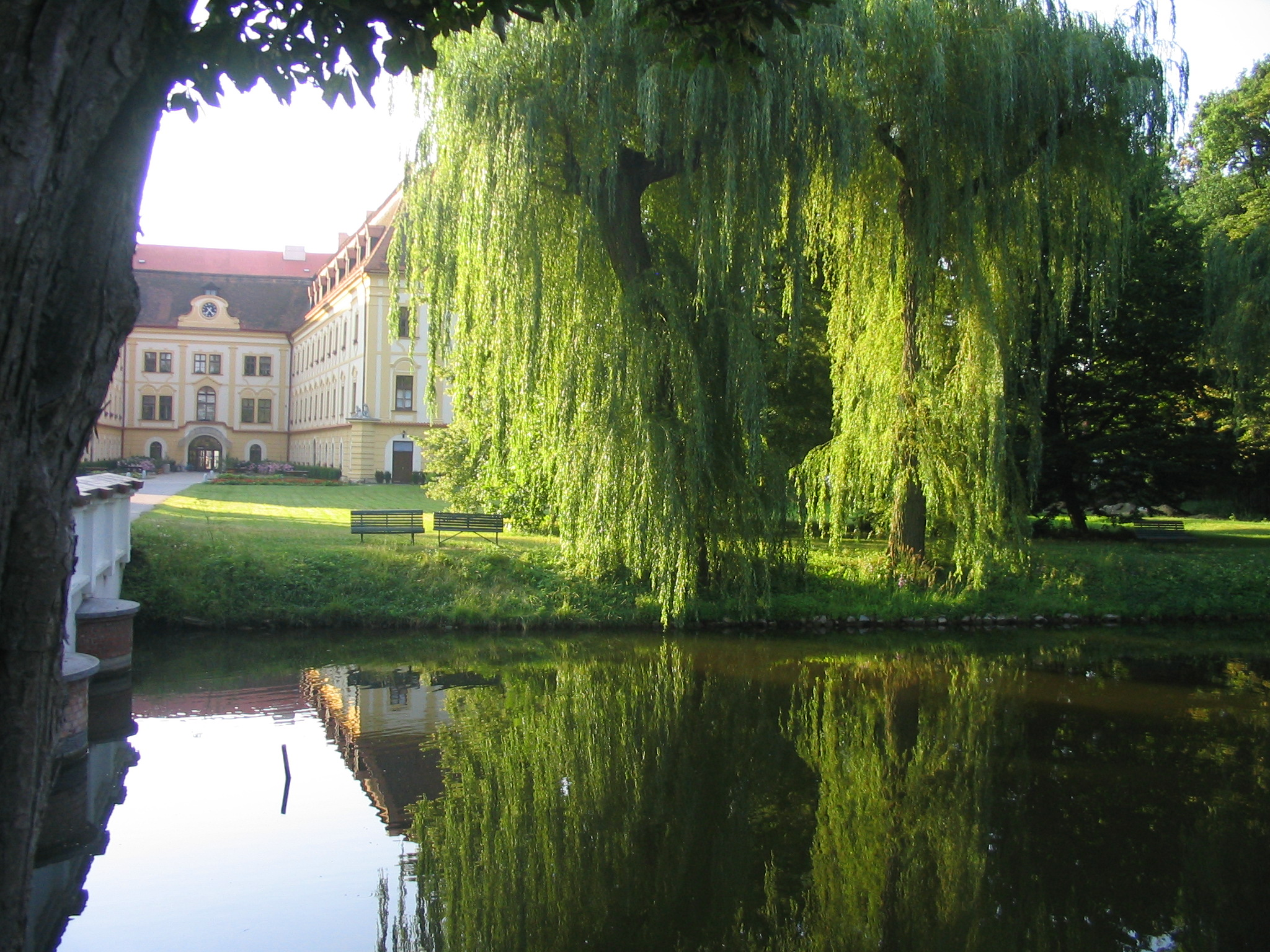
Diakonie Myslibořice
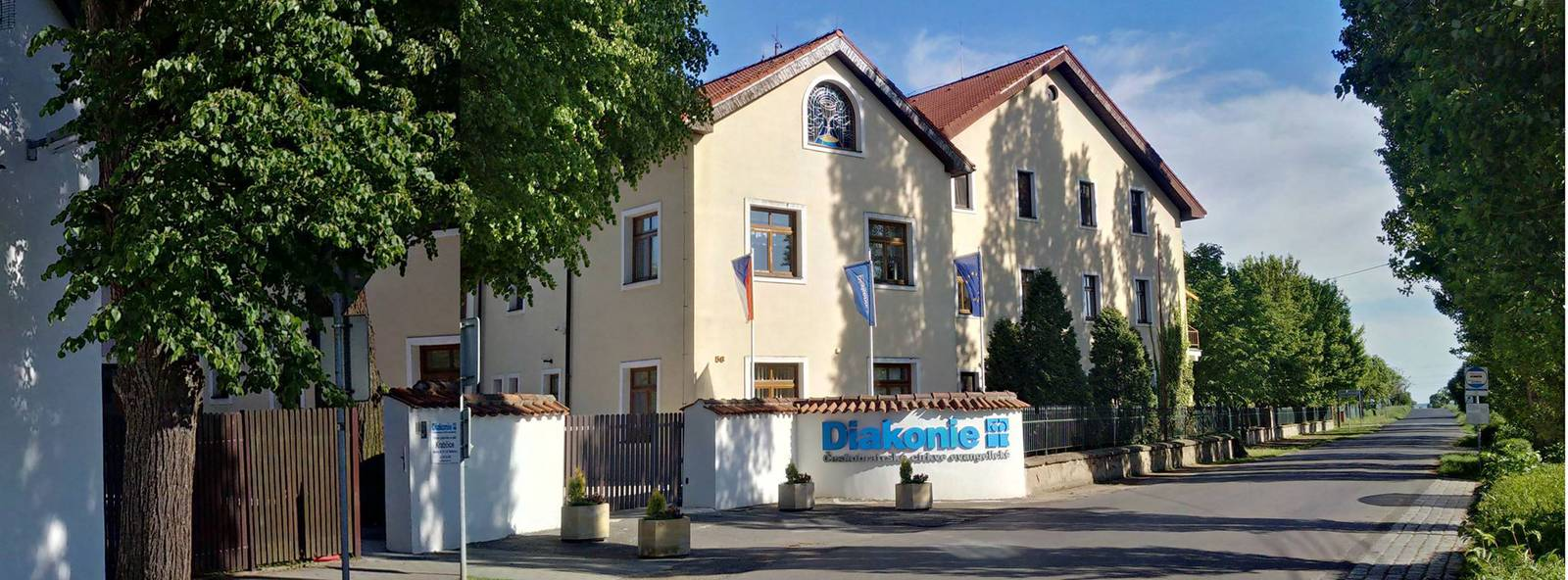
Diakonie Krabčice
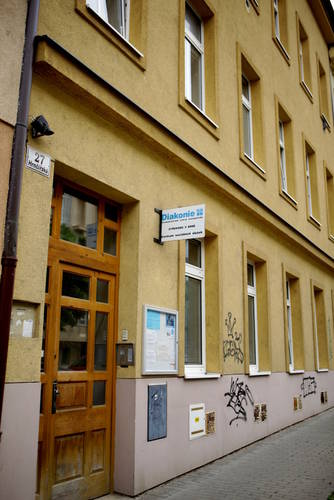
Diakonie Brno
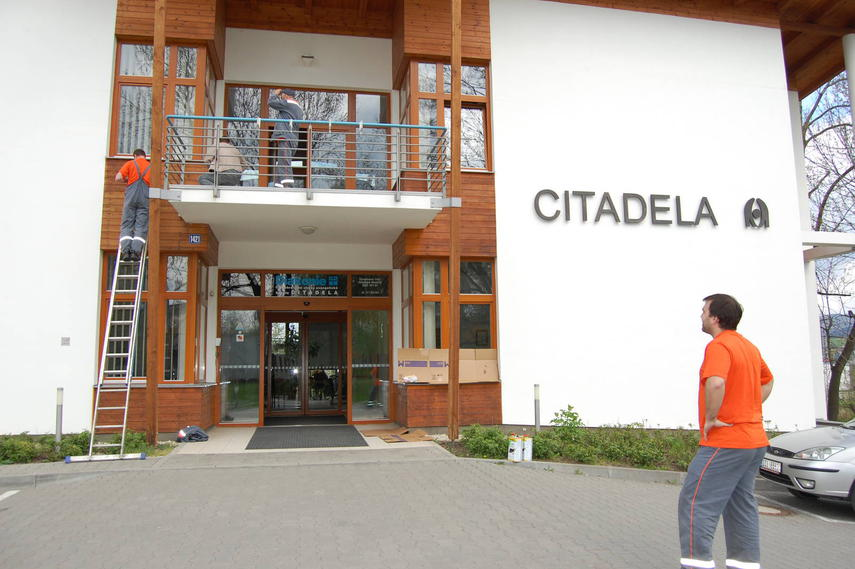
Diakonie hospic Citadela
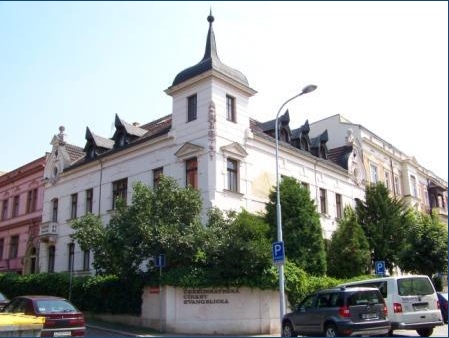
Diakonie Litoměřice
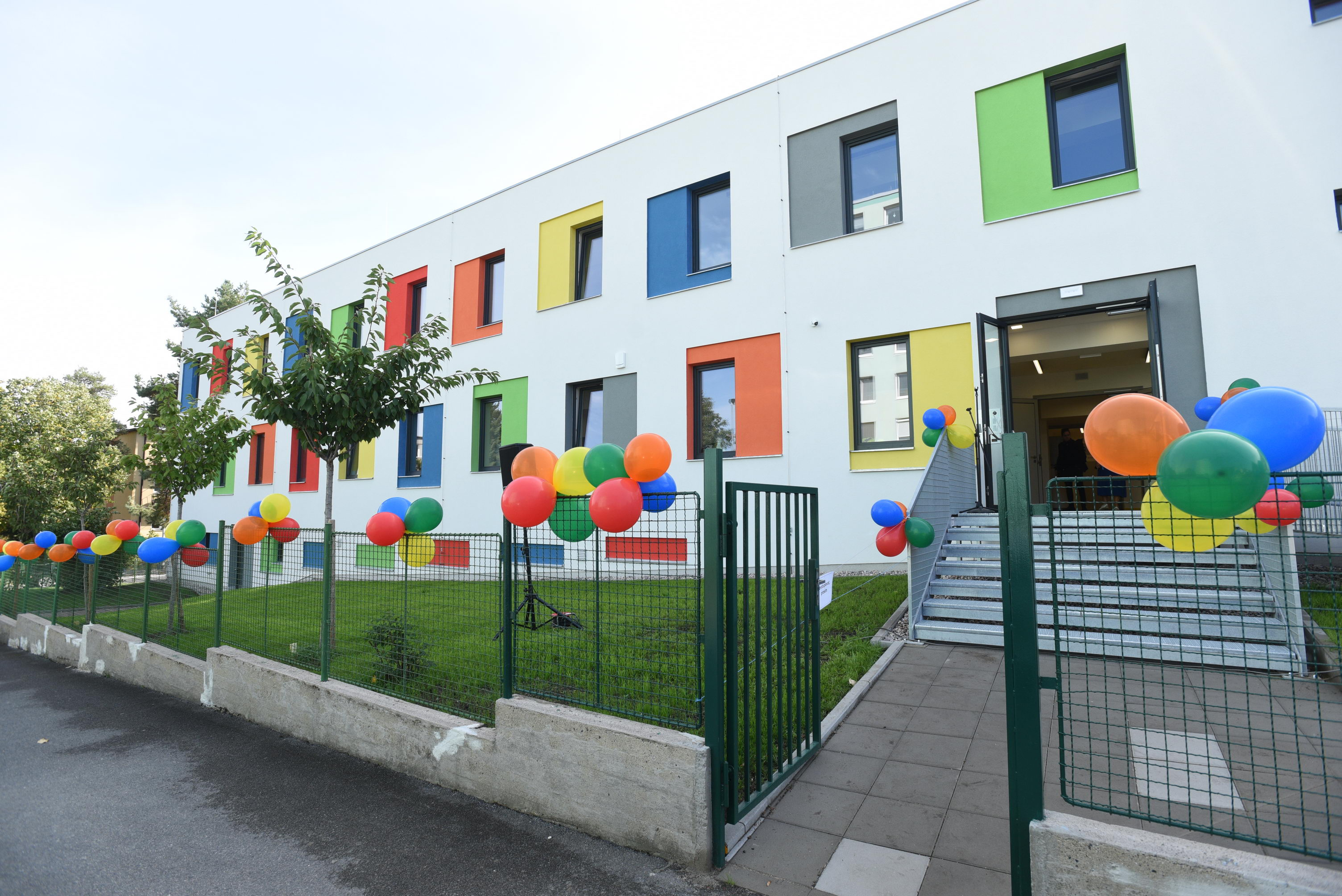
Speciální škola V Zápolí Praha